# ماركوس أوريليو فيرنانديز دا سيلفا
ماركوس أوريليو فيرنانديز دا سيلفا (بالبرتغالية: Marco Aurélio Fernandes da Silva‏) (23 سبتمبر 1977 في فرانكا في البرازيل – )؛ هو لاعب كرة قدم سابق كان يلعب كلاعب وسط.

## وصلات خارجية
- ماركوس أوريليو فيرنانديز دا سيلفا على موقع رابطة كرة القدم اليابانية للمحترفين (اليابانية)
- ماركوس أوريليو فيرنانديز دا سيلفا على موقع قاعدة بيانات كرة القدم.إي يو (الإنجليزية)
- ماركوس أوريليو فيرنانديز دا سيلفا على موقع Soccerway.com (الإنجليزية)
- ماركوس أوريليو فيرنانديز دا سيلفا على موقع عالم كرة القدم.نت (الإنجليزية)